# ローラ・T93/30
ローラ・T93/30 (Lola T93/30) は、エリック・ブロードレイ率いるローラ・デザイナー・チームが設計したF1マシンで、1993年にBMSスクーデリア・イタリアによって使用された。決勝最高成績は7位。

## 概要

### 開発
BMSスクーデリア・イタリアは前年シャシー製作精度が低かったダラーラへのシャシー製造依頼をやめて、1993年からイギリスのローラへと提携パートナーをチェンジする大きな決断をした。これが正式発表されたのは1992年8月だった。しかし、ローラはF3000やインディカーへのシャシー供給でフォーミュラカー製造ノウハウが豊富ではあったが、F1の専門セクションがあるわけではなく、同社のF3000用マシン「T92/50」を開発のベースとしてプロジェクトは始まった。
F3000ベースの車体にF1仕様へと大きくされた燃料タンクを設置し、フェラーリV12エンジン（バージョンM7エンジン）を搭載した結果、全長が長く、同年のF1参戦マシンの中で最もホイールベースが長い（3030mm）車体になった。変速システムはオートバイのシフトに似た、コクピット内のシフトレバーを前後に操作するシーケンシャル式が導入された。ダラーラからローラへと設計・製造者が変わったにもかかわらず、サイドポンツーン入口の開口部形状（ハート型を半分に切った曲線形）が前年のBMS192とほぼ同じ特徴だったことが話題となった。
開幕当初は前年がそうだったように、本家フェラーリの低迷状況がカスタマー仕様のフェラーリエンジンにも悪影響を及ぼすと考えられていたが、同年のカスタマー仕様V12はトラクションコントロールを装備し、ピークパワーを押さえ信頼性を重視する方向でデリバリーされていたことで、T93/30ではエンジンに関するトラブルはほぼ無き安定度を見せた。これはT93/30の持つ少ない強みとなった。ただし、引き換えにトップスピードに秀でたものも無く、V12エンジンの長さとテールヘビーな傾向となる車重バランスは前年同様にコーナリング性能の悪化をもたらした。ホイールはF1で唯一の使用となるミッレミリアホイール社製を前年に続いて装着し、多くのイタリア企業から支えられるチームの特徴となっていた。
'92シーズン終了後、これまでチームを支援してきたマールボロたばこがフェラーリに支援を集中する方針に変更。それでもチームはブランドを持つフィリップモリスと粘り強く交渉を続け、同社の別ブランド「チェスターフィールド」でのサポート獲得に成功した。同ブランドでは前年より二輪WGP250ccクラスに参戦するイタリアのアプリリアワークスでモータースポーツ支援をしている実績があり、T93/30もそのイメージカラーと同じくネオンオレンジの派手な柄と、アクセントにネオンイエローのストライプが配されたF1の中でも目立つポップなカラーリングが施された。
開幕戦を迎えると初日から成績は低迷し、チームとローラ陣営との関係も序盤にして悪化。マシンに改善を加えたいチームは独自に'88年のF1挑戦開始時からの縁があるセルジオ・リンランドを招聘。これによりチームとローラの亀裂は決定的なものとなった。

### 1993年シーズン
ドライバーはミケーレ・アルボレートとルカ・バドエルを起用。ローラ・フェラーリはシーズンを通して予選最後尾を占める存在であり続けた。同年に参戦台数が減少していたことにより、多くのグランプリで予選を通過し決勝レースを走ることはできたが、他チームのマシンと順位を争える場面もほぼなく、2台揃って最下位を走り続けるだけの悲惨なシーズンを過ごした。
F1ルーキーだったバドエルは「全力で走った。やれる限りのことはすべてやった。でもこのマシンが本当にフォーミュラ1カーだったのかどうか僕にはわからない。」と述べ、アルボレートは「開幕前テストから、エンジニアリング面でチームをリードする人材がピット内にいなかった。そのしわ寄せはドライブする我々2名が全て背負った。フットワークからの移籍を決める要因となった事前に聞かされていた強化計画は、シーズンが始まると完全に破錠していた。（フットワークに）残っていた方がよかったね。」と同年のチーム内情を述べており、マシンコンセプトが定まらず、何が遅い原因なのかをチーム首脳陣がつかめないままにただ最下位で参加し続けるだけの状態に陥った。
チームは第14戦ポルトガルGPを終えると「もはやこれ以上の参戦は無益」として日本・オーストラリアへの遠征をせず欠場。そのまま復帰することなく翌年に向けてミナルディとの合併交渉を開始。ローラ・T93/30は6シーズンに渡ったBMSスクーデリア・イタリアのF1挑戦に引導を渡すマシンとなった。
1991年から始まったフェラーリV12エンジンの他チームへのカスタマー供給もこの年で終了した。

## スペック

### シャーシ
- シャーシ名 T93/30
- ホイールベース 3,030 mm
- 前トレッド 1,700 mm
- 後トレッド 1,610 mm
- タイヤ グッドイヤー

### エンジン
- エンジン名 フェラーリTipo040
- 気筒数・角度 V型12気筒・65度
- 排気量 3,500cc

## F1における全成績
(key)（太字はポールポジション、斜体はファステストラップ）
| 年     | チーム                            | エンジン                          | タイヤ | No. | ドライバー   | 1   | 2   | 3   | 4   | 5   | 6   | 7   | 8   | 9   | 10  | 11  | 12  | 13  | 14  | 15  | 16  | ポイント | 順位 |
| ------ | --------------------------------- | --------------------------------- | ------ | --- | ------------ | --- | --- | --- | --- | --- | --- | --- | --- | --- | --- | --- | --- | --- | --- | --- | --- | -------- | ---- |
| 1993年 | ローラ BMS スクーデリア・イタリア | フェラーリ Tipo 040 (E1 A-92) V12 | G      |     |              | RSA | BRA | EUR | SMR | ESP | MON | CAN | FRA | GBR | GER | HUN | BEL | ITA | POR | JPN | AUS | 0        | NC   |
| 1993年 | ローラ BMS スクーデリア・イタリア | フェラーリ Tipo 040 (E1 A-92) V12 | G      | 21  | アルボレート | Ret | 11  | 11  | DNQ | DNQ | Ret | DNQ | DNQ | DNQ | 16  | Ret | 14  | Ret | Ret |     |     | 0        | NC   |
| 1993年 | ローラ BMS スクーデリア・イタリア | フェラーリ Tipo 040 (E1 A-92) V12 | G      | 22  | バドエル     | Ret | 12  | DNQ | 7   | Ret | DNQ | 15  | Ret | Ret | Ret | Ret | 13  | 10  | 14  |     |     | 0        | NC   |